# Cuerpo de Bomberos de Puente Alto
El Cuerpo de Bomberos de Puente Alto (CBPA) corresponde al Cuerpo de Bomberos de Chile que opera en las comunas de Puente Alto y Pirque, en Santiago de Chile. Fue fundado el 29 de septiembre de 1936.
Actualmente está conformado por 9 compañías que desarrollan diversas labores, como la extinción de incendios, el rescate vehicular y el manejo de materiales peligrosos.

## Historia
Su fundación data del 29 de septiembre de 1936, aun cuando sus actividades se iniciaron 7 años antes, con la fundación de la Primera Compañía, el 2 de agosto de 1929, y posteriormente la fundación de la Segunda Compañía el 25 de abril de 1935.
La Primera compañía, después de haber asentado sus bártulos en diferentes domicilios del sector central de la comuna, adquirió la antigua Casona, donde hasta el día de hoy mantiene su cuartel. Además contaba con la máquina “MAN” adquirida en el año 1931, ofrecida por el Cuerpo de Bomberos de Santiago.
En 1958, en los terrenos del solar de la Estación del Ferrocarril “Llano del Maipo”, se gestionó la cesión en comodato del terreno adyacente al Cuartel de la Segunda Compañía, donde hoy se levanta el Cuartel General del Cuerpo de Bomberos de Puente Alto.

### Acta de Fundación
En Puente Alto, a 29 de septiembre de 1936 (12 horas), se reunieron en la casa de don Rafael Bascuñan Pinto; los señores: Rafael Bascuñan Pinto, Carlos Sotomayor Orrego y Luis Vásquez Castillo, en representación de la Primera Compañía de Bomberos, y el señor Julio Bustamante, en representación de la Segunda Compañía de Bomberos “Marcos Pérez Inzunza”.Debidamente autorizados por ambas Compañías se delibero la formación de la Comandancia que regirá los destinos del Cuerpo de Bomberos de Puente Alto, ya que con la existencia definitiva de la Segunda Compañía, ésta se hacia indispensable.

Hubo un ligero debate en el que opinaron todos los presentes dando como resultado el siguiente acuerdo por unanimidad:
1.° Fórmase la Comandancia del Cuerpo de Bomberos de Puente Alto, (compuesto por dos Compañías).
2.° Su primer Directorio quedará compuesto en la siguiente forma:
Superintendente: Sr. Rafael Bascuñan Pinto
Comandante: Sr. Luis Vásquez Castillo
Secretario: Sr. Humberto Pizarro Rodríguez.
Tesorero: Sr. Ángel Carrasco Muñoz (el que se eligió una vez hecho el Reglamento).
Director 1.a Cía.: Sr. Carlos Sotomayor Orrego.
Director 2.a Cía.: Sr. Julio Bustamante Pinto.
3.° Este Directorio queda en carácter de provisional y deberá confeccionar los Estatutos y Reglamentos por los cuales ha de regirse el definitivo, para cuyo término tiene plazo hasta el 30 de Noviembre del presente año.
4.° Los miembros de este Directorio Provisional que tienen actualmente algún cargo de Oficial u otros en su Compañía no lo perderán y seguirán desempeñándolo como de costumbre.
5.° Cada representante de Compañía dará cuenta a la suya, en la primera reunión de Compañía que tenga, o haciendo citación especial para este objeto, de la formación y acuerdos que tomo este Directorio.
6.° Se firma la presente acta en triplicado, una para cada Compañía y el original para esta Comandancia.
Puente Alto, Septiembre 29 de 1936.
Luis Vásquez C.,      Rafael Bascuñan P.,      Carlos Sotomayor C.

 Julio Bustamante P.         Humberto Pizarro R.

## Compañías
El Cuerpo de Bomberos de Puente Alto está conformado por las siguientes compañías.
| Compañía                              | Fundación                        | Especialidad                                     | Cuartel                                   |
| ------------------------------------- | -------------------------------- | ------------------------------------------------ | ----------------------------------------- |
| Primera Compañía                      | 2 de agosto de 1929 (95 años)    | - Agua - Rescate vehicular - Rescate en Desnivel | Balmaceda #107 Puente Alto                |
| Segunda Compañía "Marcos Perez I."    | 25 de abril de 1935 (90 años)    | - Agua - Rescate vehicular                       | Ernesto Alvear #347 Puente Alto           |
| Tercera Compañía                      | 4 de junio de 1971 (54 años)     | - Agua - Escala                                  | Sgto. Menadier #1088 Puente Alto          |
| Cuarta Compañía "Bomba Cordillera"    | 16 de octubre de 1980 (44 años)  | - Agua - Primera respuesta Hazmat                | Barquito #2829 Puente Alto                |
| Quinta Compañía "Bomba Pirque"        | 24 de enero de 2001 (24 años)    | - Agua - Rescate vehicular - Forestal            | Av. Concha y Toro #2548, Pirque           |
| Séptima Compañía                      | 7 de marzo de 2013 (12 años)     | - Agua - Escala                                  | Elisa Correa Sanfuentes #570, Puente Alto |
| Octava Compañía "Bomba Bajos de Mena" | 8 de agosto de 2017 (7 años)     | - Agua - Abastecimiento                          | La Lechería #3209 Puente Alto             |
| Novena Compañía "Bomba Tobalaba"      | 9 de septiembre de 2019 (5 años) | - Agua - Rescate                                 | Las Perdices Puente Alto                  |
| Décima Compañía                       | 1 de agosto de 2021 (3 años)     | - Agua - Abastecimiento                          | Los Pinos #116 Puente Alto                |